# 1st Special Forces Operational Detachment-Delta (Airborne)
Das 1st Special Forces Operational Detachment-Delta (Airborne), kurz auch 1st SFOD-D (A) oder Delta Force genannt, ist eine Spezialeinheit der US Army mit den Einsatzschwerpunkten Terrorismusbekämpfung und Geiselbefreiung. Obwohl in der Öffentlichkeit weiterhin von Delta Force gesprochen wird, hieß sie Pentagon-intern geraume Zeit offiziell 1st Combat Applications Group (Airborne) („Kampf-Einsatz[-fall]-Gruppe“) oder abgekürzt CAG. Diese Bezeichnung wechselte 2010 zu Army Compartmented Element (ACE).

## Auftrag
Über die Delta Force ist wenig bekannt, da die Einheit der Geheimhaltung unterliegt. Als Bestandteil des Joint Special Operations Command (JSOC) ist sie dem US Special Operations Command (USSOCOM) unterstellt, als einem der zehn höchsten Kommandostäbe der US-Streitkräfte. Teile der Einheit sind in ständiger Gefechtsbereitschaft. Ihre offizielle Aufgabenbeschreibung ist vage gehalten und umfasst schnelle, punktgenaue Operationen mit weit gefächerten Fähigkeiten. Dabei soll die Delta Force in der Lage sein, so unauffällig vorzugehen wie keine andere US-Einheit.
Der ausgebildete Delta-Force-Soldat bekleidet mindestens den Rang eines Unteroffiziers (englisch: NCO – non-commissioned officer) und wird einheitsintern Operator genannt (deutsch etwa: „Einsatzkraft“ oder „Ausführender“). Der Begriff wurde gewählt, um die an Einsätzen teilnehmenden Soldaten von den Mitgliedern des unterstützenden Personals begrifflich abzugrenzen. Die auch in Frage gekommene Bezeichnung Operative konnte nicht verwendet werden, da so schon die Einsatzoffiziere der CIA betitelt werden. Das Wort Agent hätte juristische Schwierigkeiten aufgeworfen.

### Vergleichbare Einheiten und Kooperationen
Die Delta Force ist, zusammen mit der Naval Special Warfare Development Group (DEVGRU, auch bekannt unter dem ehemaligen Namen SEAL-Team 6), der einzige Verband der US-amerikanischen Streitkräfte, der primär auf den Kampf gegen Terroristen (speziell in Flugzeugen und in urbaner Umgebung) ausgerichtet ist. Zu ihren stets geheimen Einsätzen gehören auch Operationen hinter feindlichen Linien, nachrichtendienstliche Aufklärung, asymmetrische und unkonventionelle Kriegführung und direkte Kampfeinsätze sowie das gezielte Töten einzelner Personen.
Bei ihren Einsätzen arbeitet sie oft mit der Special Activities Division zusammen, einer paramilitärischen Einsatzgruppe des US-Nachrichtendienstes Central Intelligence Agency.

### Einsatzplanung
Eine Besonderheit stellt der Umstand dar, dass die Operators ihre Einsätze selbst planen. Kommandeure und Stäbe geben lediglich die Missionsziele vor, wogegen die taktische Planung den Einsatzkräften selbst obliegt. Dieses Prinzip der Auftragstaktik wurde vom britischen Special Air Service übernommen. Die Absicht ist die Ausschaltung des sogenannten „Rambo-Syndroms“, das heißt die Planung unnötig verlustreicher, zu komplizierter oder nicht realisierbarer Einsätze. Dadurch sollen Besonnenheit und Professionalität gefördert und unnötige Profilierungsbestrebungen vermieden werden.

### Einsätze im Inland
Delta-Kräfte wurden anfänglich, in Ermangelung geeigneter US-Antiterror-Einheiten, auch im Inland eingesetzt, was zu diesem Zeitpunkt durch einen Präsidentenerlass genehmigt wurde. Auf Intervention des US-Justizministeriums wurde diese Praxis aufgrund des Posse Comitatus Act, einem US-Gesetz, das den Einsatz von Militär im Inland verbietet, als rechtlich fragwürdig eingestuft. Daraufhin veranlasste die Regierung 1983 die Aufstellung des Hostage Rescue Teams (deutsch: „Geiselrettungsgruppe“) durch das FBI, bei dessen Ausbildung Delta-Force-Kräfte Pate standen.

## Organisation
Gemäß der Table of Order besteht die Delta Force aus drei Einsatzschwadronen, einer Unterstützungsschwadron, einer Fernmeldeschwadron, einem eigenen Heeresfliegerzug (Aviation Platoon) und möglicherweise dem sogenannten Funny Platoon. Dieser Einsatzzug aus Soldatinnen (einzigartig beim Joint Special Operations Command) ist nicht primär auf Kampf-, sondern auf Aufklärungseinsätze ausgerichtet. Seine Existenz, Struktur sowie sein Auftrag sind allerdings umstritten.
Die Einsatzkräfte setzen sich aus der A-, B- und seit 1990 zusätzlich der C-Schwadron (Sabre Squadrons, deutsch: „Säbelschwadronen“) zusammen, die sich in je zwei Gruppen (troops) aufgliedern, einer Angriffs- (short gunner) und einer Scharfschützen-(Beobachter-)gruppe (long gunner) und von einer Schwadronsführungsgruppe geführt werden.
Ein troop besteht aus mindestens fünf Vier-Mann-Teams, die jeweils in besonderen Fertigkeiten ausgebildet sind, so im Military Freefall als Fallschirmsprungverfahren aus großer Höhe im high altitude, high opening für Gleiteinsätze, als Kampfschwimmer, im Gebirgskampf oder nach amphibischer Landungsoperation. Unterstützt werden die Einsatzschwadronen durch Logistik- und Ausbildungseinheiten (Support Personnel and Selection Cadre und Asymmetric Warfare Group).
Wegen des geltenden Geheimhaltungsstatus, der in den Jahren nach den Anschlägen vom 11. September noch verstärkt wurde, gibt es keine offiziellen Angaben über die Personalstärke. Ehemalige Mitglieder schätzen sie insgesamt auf nicht mehr als 2500 Soldaten, davon 1000 bis 1200 bei den Operational Squadrons. Aus diesem Grund ist auch nicht klar, welche Personalstärke die einzelnen operativen Einheiten und Teileinheiten haben (squadrons und troops).
Bei Eintritt in die Delta Force wird die Personalakte des Soldaten aus dem Personalarchiv der Army entfernt, er existiert somit offiziell nicht mehr. Seine Stammdaten werden nur noch im Department of the Army Security Roster gelistet, der Sicherheitsstammrolle des Department of the Army.

## Führungsstab
Führungsstab der Delta Force ist in Fort Bragg (North Carolina), genannt The Home of the Airborne and Special Operations. Dort befindet sich außerdem noch das John F. Kennedy Special Warfare Center, die Akademie für unkonventionelle Kriegführung.
Den Lufttransport der Delta Force stellt hauptsächlich das 160th Special Operations Aviation Regiment sicher, das zwar auch Fort Bragg als Basis nutzt, dessen Hauptquartier sich aber in Fort Campbell (Kentucky) befindet.
Ein Haupttransportmittel für den Verband ist der mittelschwere Transporthubschrauber MH-47 Chinook, von dem insgesamt 36 Stück der Varianten MH-47D und MH-47E in Fort Bragg für „Special Operations“-Missionen bereitgehalten werden.
Das Hauptquartier des JSOC befindet sich zum Großteil auf der nahegelegenen Pope Air Force Base, ist allerdings teilweise auch in Fort Bragg angesiedelt.
Der gesamte von der Delta Force genutzte Stützpunktbereich in Fort Bragg ist besonders gesichert und für Einheitsfremde nur mit Sondererlaubnis zugänglich. Das Trainingsgelände der Einheit, Range 19 genannt, wurde Anfang der 1980er Jahre für 80 Millionen US-Dollar modernisiert und wird auch vom Hostage Rescue Team des FBI für gemeinsame Übungen genutzt.

## Rekrutierung und Ausbildung

### Auswahlverfahren
Die US-Army hat nie offizielle Richtlinien für die Rekrutierung dieser Einheit veröffentlicht, allerdings gehen Experten davon aus, dass sich das 1990 in der Publikation Mountaineer veröffentlichte fact sheet auf die Delta Force bezieht. In einer Ausgabe der in Fort Bragg erscheinenden Zeitung Paraglide wird diese Bestimmung namentlich auf die Delta Force bezogen. Dort wurden als Voraussetzungen für Anwärter ein Mindestalter von 22 Jahren, Dienstgrad mindestens Sergeant (E-5) und viereinhalb Jahre Dienstzeit genannt.
Dieses System wurde Anfang der 1990er Jahre durch einen aktiven Sichtungsprozess der Personaloffiziere der Delta Force ersetzt, die zweimal jährlich die Personalakten nach besonders herausragenden Offizieren und Unteroffizieren durchgehen. Die ausgewählten Soldaten werden daraufhin schriftlich benachrichtigt. Falls sie das Interesse erwidern, können sie ein Bewerbungsgespräch vereinbaren, das in Fort Bragg stattfindet. Wenn sich ein Kandidat dabei als möglicherweise geeignet erweist, durchläuft er einen extrem harten Fitnesstest und einen rund vier Wochen langen Auswahlprozess (Selection Course).
Das Auswahlverfahren bei der Delta Force soll im Vergleich zu anderen Spezialeinheiten das anspruchsvollste der US-Streitkräfte sein. Zum Abschluss des Einstellungstests ist ein 70 Kilometer langer Orientierungs-Querfeldein-Marsch (Forty Miler) mit rund 40 Kilogramm Ausrüstung zu absolvieren. Die Durchfallquote beträgt rund 70 Prozent – bei bereits weit überdurchschnittlich ausgebildeten Bewerbern. Von etwa tausend Bewerbern schaffen in der Regel 100 Kandidaten den Einstellungstest, von denen wiederum nur fünf die Ausbildung überstehen und als Operator in die Einheit aufgenommen werden.

### Ausbildung und Integration
Nach Bestätigung durch den Bewertungsausschuss des Kommandeurs (Commander’s Evaluation Board) absolviert der Bewerber anschließend, zusätzlich zu seiner bereits vorhandenen Special-Forces-, Ranger- oder Airborne-Ausbildung, ein sechsmonatiges Basistraining, den sogenannten Operator’s Training Course (OTC).
Nach dem OTC erfolgt eine erweiterte Spezialausbildung, die weitere sechs Monate dauert. Dort wird der künftige Delta-Force-Soldat unter anderem in fortgeschrittenen Infanterietechniken, Angriffs- und Rettungsoperationen, In- und Exfiltration, Seiltechniken und der Infiltration per Helikopter sowie Fernmeldetechnik und Sanitätsdienst ausgebildet. Im Anschluss nimmt er erstmals zusammen mit der CIA an echten Einsätzen im Bereich Personenschutz und kriminologischer Ermittlungsarbeit teil.

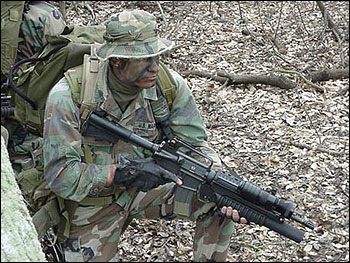
Operator mit vollständiger Uniform und M4

Hat der Bewerber diese Ausbildungsabschnitte absolviert, wird er von nun an als Operator bezeichnet. Seine Ausbildung ist damit allerdings noch nicht abgeschlossen. Um für Einsätze zugelassen zu werden, wird der Neuling für ein Jahr einer aktiven Delta-Schwadron zur Probe unterstellt, in der die bisher erlangten Kenntnisse und Fertigkeiten vertieft und durch weitere Kurse und Lehrgänge ergänzt werden. Dazu gehören Lehrgänge in Personenschutz, Guerillakriegführung, verdeckte Operationen, Fernaufklärung, Fahren von Fahrzeugen und Motorrädern aller Art, Sanitätswesen mit Schwerpunkt Traumamedizin (einer im Vergleich zu einem zivilen Rettungssanitäter deutlich umfangreicheren Ausbildung), Pionierwesen, nachrichtendienstliche Tätigkeiten, Gerätetauchen mit Kampfschwimmerausbildung, maritime Operationen, Military Freefall, im Umgang mit Sprengmitteln und Waffen. Ferner werden das Kämpfen und Überleben in verschiedenen Klimazonen trainiert. Darüber hinaus muss der Operator mindestens eine fremde Sprache erlernen, die dem potentiellen Einsatzgebiet der Delta Force entspricht. Die Kurse und Lehrgänge werden dabei auf jeden Operator individuell abgestimmt, da alle Kandidaten bereits eine umfangreiche und vielseitige Ausbildung in den Reihen der Green Berets oder Ranger erhalten und somit zahlreiche Kurse bereits erfolgreich absolviert haben.
Der letzte Ausbildungsabschnitt dauert ein weiteres Jahr, in dem der neue „Troop“ (Vier-Mann-Team) zusammengestellt wird, bisher erlerntes Können und Taktiken auf den Troop übertragen werden und das reibungslose Zusammenspiel unter realen Einsatzbedingungen trainiert wird. Die Trainingsmissionen sind sehr hart und körperlich erschöpfend, wobei diese von echten Einsätzen nicht zu unterscheiden sind. Trainiert wird ausschließlich mit scharfer Munition, wodurch es in der Vergangenheit schon zu Unfällen mit Todesfolge gekommen ist. Übungs- und Trainingsmissionen finden auch im Ausland mit Einheiten verbündeter Streitkräfte wie dem britischen Special Air Service oder dem deutschen Kommando Spezialkräfte (KSK) statt.
Den Abschluss bildet die sogenannte „stand down“-Periode, die nochmals ein halbes Jahr dauert. Hier wird der Operator auf seine Aufgaben in der Schwadron und seinem Troop vorbereitet. Anschließend ist der neue Operator für Einsätze zugelassen.

### Besonderheiten der Ausbildung
Neben den bereits erwähnten Kursen und Lehrgängen ist der unbewaffnete Kampf Mann gegen Mann ein weiterer Bestandteil der Ausbildung. Trainiert wird eine auf das Militär zugeschnittene Art des „Gracie Jiu-Jitsu“, das auch bei anderen US-Spezialeinheiten wie den Green Berets oder den Army Rangers praktiziert wird.
Während der Ausbildung durchlaufen die Soldaten spezielle Trainingseinrichtungen, zum Beispiel das Shooting House mit dem Spitznamen House of Horror („Haus des Schreckens“): ein weitläufiges Gebäude, in dem unterstützt von automatischen Schießanlagen sämtliche Aspekte des Close Quarter Battle, des Kampfes in Gebäuden, Zügen, Bussen, Tunneln und anderen beengten Bereichen trainiert werden können. Außerdem existiert ein sogenannter Aircraft Room für das Training von Geiselbefreiungen bei Flugzeugentführungen, das aus einer komplett nachgebildeten Kabinen-Sektion eines Großraum-Jets besteht.
Schwerpunkt der Ausbildung in allen Bereichen ist das sogenannte Selective Firing („selektives Schießen“). Der Ausdruck bedeutet instinktives, punktgenaues Schießen und Nicht-Schießen in Sekundenbruchteilen bei unübersichtlicher Lage und in beengtem Umfeld.
Darüber hinaus ist das Delta-Ausbildungszentrum noch mit einem Tauchturm, mehreren Scharfschützen-Schießanlagen für alle Entfernungen und Counter-sniping („Anti-Scharfschützenkampf“) sowie einer Kletteranlage ausgestattet.
Weitere Ausbildungsfelder sind:
- Bodenpersonalfertigkeiten: Delta-Operatoren werden während der Ausbildung in sämtlichen Tätigkeitsfeldern von Flughafenbodenpersonal (Flugzeugversorgung und -wartung) eingewiesen, um sich bei einer Flugzeugentführung unauffällig auf dem Flugfeld bewegen zu können.
- Einweisung in sämtliche Verkehrsflugzeugmuster: Die Fluggesellschaft Delta Air Lines stellte der Delta Force in den Anfangsjahren auf dem Hartsfeld International Airport in Atlanta ihre in der Wartung befindlichen Maschinen plus Personal (Wartungsingenieure) für Übungen und Besichtigungen zur Verfügung. Mittlerweile gibt es auch Kooperationen mit anderen Fluggesellschaften.
- Fahrertraining (Dynamic Driving Course): Verfolgung, Flucht und absichtliche Karambolage werden auf dem Gelände von Camp Mackall, einem Außenposten von Fort Bragg, trainiert. Zusätzlich werden die Soldaten über die gesamte Bandbreite der Fahrzeugphysik (Fahrverhalten) unterrichtet.
- SERE-Training (survival-, evasion-, resistance- and escape-training, deutsch: „Überlebens-, Ausweich-, Widerstands- und Fluchttraining“): Die Vorbereitung auf Kriegsgefangenschaft, auf Verhörsituationen (in der Gefangenenrolle), das Training zur Vermeidung der Gefangennahme und Flucht unter realistischen Bedingungen.
- Biofeedback-Training: Den Operators wird in Zusammenarbeit mit Psychologen über Jahre die Fähigkeit vermittelt, im Scharfschützeneinsatz willentlich ihre Herzfrequenz zu verlangsamen, um zwischen den Herzschlägen den Abzug der Waffe zu betätigen. Das Pochen des Herzens kann über große Schussdistanz das Projektil bis zu einem Meter vom Ziel ablenken. Darüber hinaus wird, ähnlich wie bei Kampfsportarten (wie dem Wushu der Shaolinmönche), das gezielte Leiten von Körperwärme in bestimmte Regionen gelehrt. Damit ist ein Schütze/Beobachter-Team in der Lage, über Stunden mit aktivem Geist in einer Art von körperlichem „Standby-Modus“ das Ziel zu beobachten, um dann in kürzester Zeit aktiv zu werden (zum Beispiel durch Intensivierung der Durchblutung des Abzugsfingers).
- Ausbildung in operativer Nachrichtendienstarbeit: Hier wird die gesamte Bandbreite der Fertigkeiten („Tradecraft“, deutsch: „Handwerkskunst“), die ein Operator im Einsatz beherrschen muss, von CIA-Instrukteuren gelehrt. Diese umfassen unter anderem Observation, Gegenobservation, direkte konspirative Kontaktaufnahme mit Informanten, aber auch indirekten nichttechnischen Nachrichtenaustausch (wie die Nutzung toter Briefkästen) und die verdeckte Infiltration in feindliche Operationsgebiete. Dabei steht nicht so sehr die klassische nachrichtendienstliche Informationsgewinnung im Vordergrund, sondern die Weiterleitung von Erkenntnissen von Informanten und Agenten sowie die Sondierung der Lage. Ein Operator soll in die Lage versetzt werden, unentdeckt (under cover) in feindlichem Territorium zu operieren.

Die Einheit wird in ihrem Ausbildungsprogramm von Experten der jeweiligen Fachgebiete unterstützt. Gastdozenten anderer Bundesbehörden wie der CIA, des FBI, des State Department, der US-Luftfahrtaufsichtsbehörde (FAA), dem Bureau of Alcohol, Tobacco, Firearms and Explosives (ATF), der Defense Threat Reduction Agency, dem Department Of Energy (Energieministerium) und des United States Marshals Service unterrichten turnusmäßig im Ausbildungszentrum der Delta Force.
Ein Operator nimmt auch während seiner Zeit in der Einheit an Lehrgängen befreundeter Einheiten teil, so steht zum Beispiel die Dschungelkampfschule der Franzosen, die Gebirgs- und Winterkampfausbildung der Norweger, der Einzelkämpferlehrgang bei der Bundeswehr sowie die Arktisausbildung der Kanadier auf dem Plan. Dem Operator soll dabei eine möglichst große Ausbildungsvielfalt zugutekommen, um für alle Situationen im realen Einsatz gewappnet zu sein.

## Ausrüstung

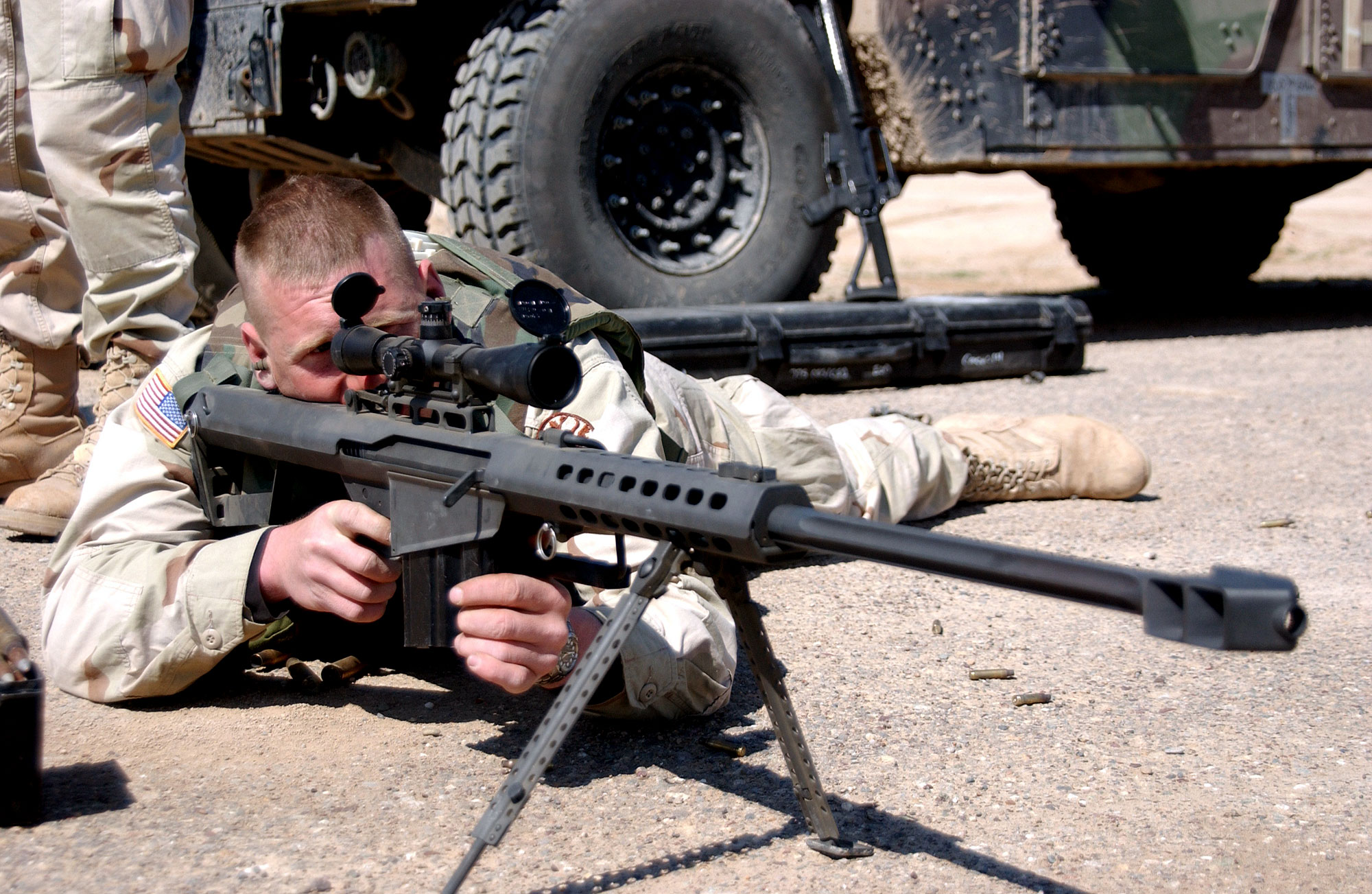
Scharfschützengewehr Barrett M82A1 (Light Fifty)

Grundsätzlich kann die Delta Force über das gesamte und modernste weltweit erhältliche Waffen- und Ausrüstungsspektrum verfügen, das für eine optimale Auftragserfüllung erforderlich ist, unabhängig davon, ob es US-Waffen sind oder nicht. Sie ist dabei von dem regulären Beschaffungswesen der Army abgekoppelt. Die bereitgestellte Logistik und die finanzielle Unterstützung können als nahezu unbegrenzt angenommen werden. So wurde zum Beispiel das Remote Battlefield Sensor System nur für US-Spezialeinheiten entwickelt.
Darüber hinaus können in einer eigenen Waffenwerkstatt jegliche erforderliche Modifikationen an Material und Ausrüstung vorgenommen werden. Diese Änderungen umfassen den Um- und Spezialbau von Waffen, das Anpassen der Ausrüstung sowie die Herstellung von Spezialmunition. Die Waffenkammer der Delta Force enthält zum Beispiel das M16, M4 SOPMOD, aber auch sowjetische Infanteriewaffen wie Kalaschnikows oder die neuentwickelten deutschen HK 416 im Kaliber 5,56 mm (.223) und HK 417 im Kaliber 7,62 mm sowie andere sogenannte „Fremdwaffen“. Neben den deutschen Maschinenpistolen MP5 und MP7 in verschiedenen Varianten gehören ebenfalls Sturmgewehre wie das FN SCAR L oder das G36, Maschinengewehre wie das M249 SAW, M60 E4, MK 46 und MK 48 MOD.0, verschiedene Scharfschützengewehre der Typen M14, M24 SWS und M82A1 als auch Schrotflinten wie die SPAS-12 zum Arsenal. Diese können je nach Auftrag mit Zubehör, zum Beispiel dem Anbaugranatwerfer M203 für das Sturmgewehr, ergänzt werden.
Ferner gehören Panzerabwehrwaffen wie die FGM-172 SRAW und Mörser im Kaliber 81 mm zur Ausrüstung, die gegen Panzer sowie zur Gefechtsfeldunterstützung eingesetzt werden.

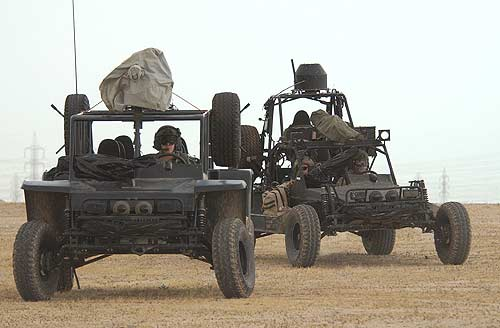
Light Strike Vehicle (LSV) im Hintergrund

Im Rahmen ihres Auftrages ist die Delta Force zu Land wie auch zu Wasser von den anderen Teilstreitkräften teilweise unabhängig. So verfügen die Einsatzkräfte über umgebaute Defender 110 von Land Rover, sogenannte Special Operations Vehicles (SOV), umgebaute Humvee, Quad ATV (All Terrain Vehicle) und für den Wüsteneinsatz Light Strike Vehicle (LSV), auch bekannt unter dem Begriff „Wüstenbuggy“. Üblicherweise sind sie, bis auf das Quad, bewaffnet mit aufmontierten M60 Maschinengewehr, 40-mm-Maschinengranatwerfer Mk 19 oder dem schweren Browning M2 HB Maschinengewehr.

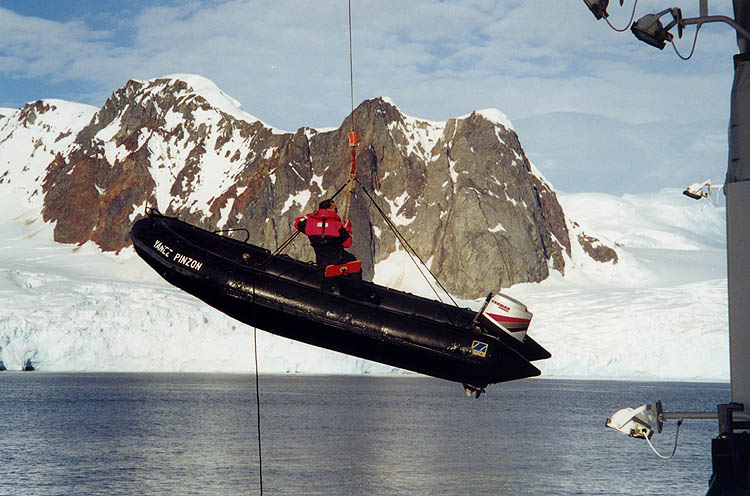
Schlauchboot Zodiac

Für den maritimen Einsatz besitzt die Delta Force Schlauchboote vom Typ Zodiac, kleine Patrouillenboote sowie Sturmboote vom Typ Rigid Raider. Bei solchen Einsätzen arbeitet die Einheit meist mit der US-Navy und dem 160th Special Operations Aviation Regiment (Airborne) zusammen.
Der heute bei SWAT-Einheiten gebräuchliche, meist schwarze, feuerabweisende und mit Kevlar verstärkte Kampfanzug wurde ursprünglich für die Delta Force entwickelt. Wissenschaftliche Studien kamen zu dem Ergebnis, dass 30 Prozent aller im Gefecht erlittenen Verletzungen durch Feuer- und Hitzeeinwirkungen verursacht werden.

## Geschichte

### Aufstellung
Die Delta Force wurde am 21. November 1977 von Colonel Charles Beckwith aufgestellt, nachdem er von 1962 bis 1963 als Austausch-Offizier bei dem britischen Special Air Service gedient hatte. Nach dem Vorbild des SAS gestaltete er schließlich die Delta Force. Zuvor hatte die Army bereits mit einer kleinen Antiterroreinheit namens „Blue Light“ erste Erfahrungen auf diesem Gebiet gesammelt. Das Projekt wurde vor der Aufstellung der Delta Force eingestellt. Es ist davon auszugehen, dass zahlreiche Mitglieder von Blue Light zur Delta Force wechselten.
1978 wurde der Ausbildungsstab der Einheit durch ein Expertenteam des SAS in Techniken und Taktiken des Antiterrorkampfes unterwiesen und damit der Grundstein für die Aufstellung der Einsatzschwadronen gelegt. Mitte des Jahres begann das Auswahlverfahren für die Rekruten und Anfang 1979 das Ausbildungsverfahren. Im Sommer 1979 war die Delta Force mit vorerst zwei Einsatzschwadronen einsatzbereit.
Der Name 1st Special Forces Operational Detachment-Delta resultiert aus der Organisationsform der Army Special Forces, aus deren Personal die ersten Delta-Soldaten rekrutiert wurden. Deren kleinste Organisationseinheit heißt Detachment Alpha (oder auch A-Team), die nächstgrößere Detachment Bravo und schließlich Detachment Charlie. Er wurde gewählt, um die Existenz der neuen Einheit administrativ und technisch innerhalb der Army-Struktur einzubinden, aber auch zu tarnen.
1979 nahm die Delta Force gemeinsam mit dem FBI Sicherungsaufgaben bei den panamerikanischen Spielen in Puerto Rico wahr.

### Befreiungsoperationen und Personenschutz

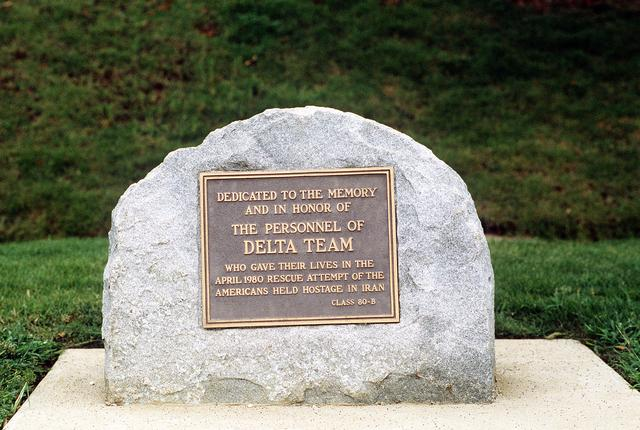
Gedenkstein auf der Gunter Air Force Base im US-Bundesstaat Alabama für die gefallenen Soldaten während der Operation Eagle Claw

Die erste öffentlich bekanntgewordene Operation der Einheit war der 1980 gescheiterte Befreiungsversuch der US-Geiseln im Iran (siehe auch: Geiselnahme von Teheran und Operation Eagle Claw), bei dem fünf Soldaten der US Air Force und drei Angehörige des US Marine Corps starben.
1981 plante die Delta Force eine Befreiungsoperation amerikanischer Kriegsgefangener aus dem Vietnamkrieg, die laut Erkenntnissen der Nachrichtendienste in geheimen Lagern auf laotischen Gebiet nahe der Grenze zu Vietnam immer noch festgehalten wurden. Über ein halbes Jahr dauerten die Vorbereitungen, bei denen ein komplettes Lager dem Original entsprechend aufgebaut (und täglich wegen sowjetischer Satellitenüberwachung wieder demontiert) wurde. Bei den Übungen arbeitete die Einheit erstmals mit dem neuaufgestellten 160th SOAR-Hubschrauberregiment zusammen. Allerdings konnte die Operation nicht ablaufen, weil der pensionierte Lieutenant Colonel Bo Gritz der Special Forces in einem Fernsehinterview eine private Rettungsoperation ebendieser Kriegsgefangenen ankündigte. Dies führte zu deren Liquidierung und zur Auflösung des Lagers. Sowohl die vietnamesische als auch die amerikanische Regierung waren nicht daran interessiert, die Existenz solcher Lager publik zu machen. Insider behaupten sogar, dass LtCol Gritz von Regierungskreisen veranlasst wurde, die Operation anzukündigen.
Neben der Ausbildung einheimischer Militär- und Polizeieinheiten waren die speziellen Anti-Terror-Fähigkeiten zum Personenschutz auch bei der Sicherung von US-Würdenträgern in gefährdeten Gebieten gefragt, wobei sie den Diplomatic Security Service des State Departments anleitend unterstützten (meist als Mitarbeiter des Außenministeriums legendiert, also mit fingierter Identität und Biographie ausgestattet).
Seit 2011 Einsatz gegen die LRA im Südsudan/Zentralafrikanische Republik zur Ergreifung von Joseph Kony. Neuester Einsatz ist gemäß dem Befehl des US-Präsidenten der weltweite Einsatz gegen Kriegsverbrecher. Seit sechs Monaten sind daher Kräfte der SOF im Einsatz gegen den ugandischen Rebellenchef Joseph Kony, der LRA. Das Einsatzgebiet ist der Regenwald von Zentralafrika. Als Ausgangsbasen haben die Kräfte Entebbe in Uganda, Nzara im Südsudan, Dungu im Kongo und Djema und Obo in der Zentralafrikanischen Republik, unweit zur Grenze von Südsudan, errichtet. Dieses Gebiet weist eine Größe von 400.000 km² auf – die Größe von Kalifornien. Der Einsatz erfolgt mit dem Auftrag die jeweiligen nationalen Streitkräfte technisch zu unterstützen. Dabei zeigt sich, dass die vorhandene Ausrüstung durch die Bedingungen vor Ort beeinflusst wird, vor allem durch die Vegetation, und die Geräte sich anders als etwa in der Wüste verhalten. Die Vegetation absorbiert Signale und Geräusche, ein Großteil der Elektronik kann nicht oder nur bedingt eingesetzt werden. Dies gilt unter anderem für die Satelliten-Überwachung, die durch das dichte Blätterdach der Dschungelgebiete nahezu unmöglich wird. Hinweise von Bewohnern auf den Aufenthalt der LRA erreichen die SOF-Kräfte meist erst nach Tagen oder Wochen, da es kein lokales Kommunikationsnetz gibt. Zusätzlich wird der Einsatz durch die Regenzeit erschwert, die die wenigen Staubpisten in Morast verwandelt und die Region nur durch die Luft erreichbar macht. Als Gegenmaßnahme soll die LRA sich in kleine Einsatzgruppen aufgeteilt haben und keine ortbaren Kommunikationsmittel mehr benutzen, sondern mittels Melder zu Fuß Befehle von Kony übermitteln. Spuren verwischen die LRA-Kämpfer im Urwald meisterhaft.

### Machtpolitische Einsätze
Neben diversen Einsätzen in Mittelamerika (Honduras, El Salvador und Guatemala), die hauptsächlich die Stabilisierung der lokalen Regierungen und Eindämmung linker von Kuba unterstützter revolutionärer Guerilleros zum Ziel hatten, wurden Delta-Force-Mitglieder auch über Jahre in Beirut zur Sicherung des US-Botschaftspersonals eingesetzt.
Die Mittelamerika-Politik der Reagan-Regierung beinhaltete auch die geheime militärische Unterstützung rechter Militärregime und die Destabilisierung der sandinistischen Regierung Nicaraguas durch Unterstützung der Contras (siehe auch Iran-Contra-Affäre). Dabei standen ausschließlich US-amerikanische geopolitische Gesichtspunkte (Eindämmung und Zurückdrängung sowjetischer und kubanischer Einflusssphären) im Vordergrund. Die Einhaltung der Menschenrechte und des Völkerrechts wurden den Sicherheitsinteressen der USA nachgeordnet. Selbst nach US-Recht waren viele Operationen der beteiligten Geheimdienste und des Militärs illegal („Reagans geheime Kriege“). Die Delta Force wurde dabei zur Unterbindung von Waffenschmuggel, bei direkten Kampfoperationen sowie zur Ausbildung von lokalen Antiterroreinheiten eingesetzt, obwohl solche Kräfte offensichtlich auch Teil des Repressionsapparats der rechten Regierungen waren. So beschreibt Haney in seinem Buch, dass eine vollständige Schwadron in der Mitte der 1980er Jahre nach Honduras eingeflogen wurde, um dort zusammen mit honduranischen Spezialeinheiten eine 300 Mann starke in Kuba ausgebildete Guerillero-Gruppe der Farabundo Marti National Liberation zu bekämpfen – mit dem klaren Befehl, keine Gefangenen zu machen. Der Einsatz wurde wie befohlen durchgeführt. Haney spricht von einem damals „üblichen Prozedere“, da Gefangene nur weitere Verhandlungen und Terrorakte verursachten und die US-Regierung „besser mit Märtyrern zurechtkäme als mit lebenden Feinden“.

### Weitere Einsätze der 1980er Jahre

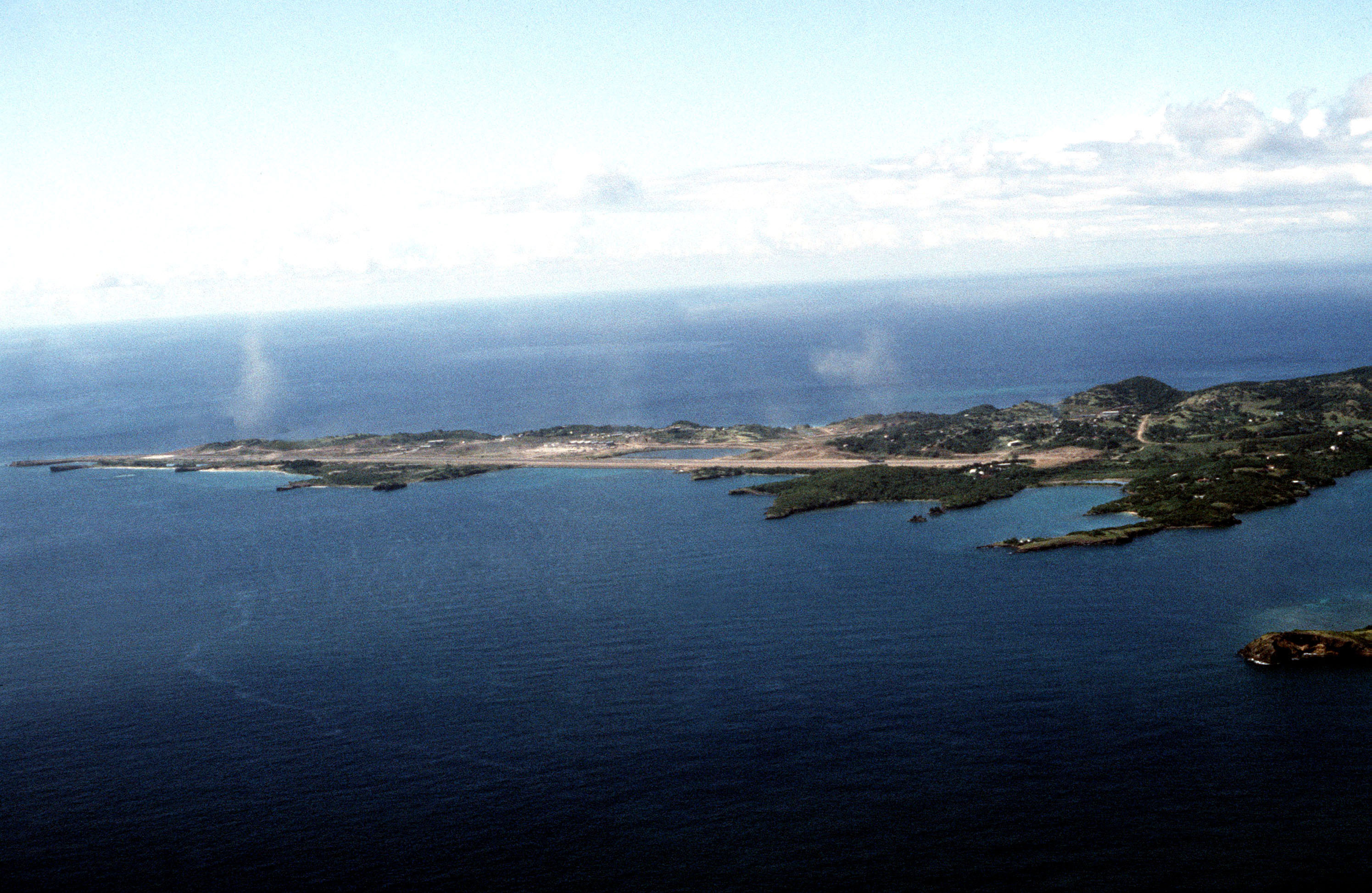
Der umstrittene Flughafen Point Salines im Dezember 1983

1983 hatte die Delta Force ihren ersten Kriegseinsatz bei der Invasion des karibischen Inselstaates Grenada (Operation Urgent Fury). Dabei nahm sie mit einem Luftlandeangriff die Festung Richmond Hill Prison ein. Einheiten der Delta Force sicherten das Gelände, bekämpften feindliche Feuerstellungen oberhalb des Flughafens Point Salines und unterstützten so dessen Einnahme durch Ranger-Einheiten. Weiterhin waren sie bei dem Angriff auf Fort Rupert beteiligt.
Am 18. April 1983 starben mehrere Soldaten der Delta Force bei dem Bombenattentat der Terrorgruppe Islamischer Dschihad auf die US-Botschaft in Beirut. Bezeichnenderweise hatten vor Ort stationierte Delta-Force-Soldaten mehrfach auf gravierende Sicherheitsmängel hingewiesen, doch weder der zuständige Regional Security Officer noch der US-Botschafter selbst waren bereit, Konsequenzen zu ziehen. Insbesondere Schranken, Poller und Kontrollpunkte wurden abgelehnt mit der Begründung, die Botschaft solle „einladend und offen sein wie die amerikanische Gesellschaft selbst“.
1984 wurden Teile der Delta Force zur Sicherung der Olympischen Sommerspiele in Los Angeles ausnahmsweise im Inland eingesetzt, da das zuständige Hostage Rescue Team des FBI zahlenmäßig nicht für die Sicherung eines solchen Großereignisses ausreichte und noch nicht über den Erfahrungsstand der Delta Force verfügte.
Mitte der 1980er Jahre bildeten Kräfte der Delta Force in Ägypten und im Sudan (obwohl die US-Regierung mit dem dortigen Militärregime offiziell ausschließlich diplomatischen Kontakt hatte) Antiterror-Einheiten (englisch: Counter Terrorism Units) aus. Die Angehörigen der ägyptischen Antiterrortruppe wurden allerdings später auf das übrige Militär verteilt, weil Berater von Präsident Mubarak ihn davon überzeugten, dass eine derartige Einheit im Falle eines Umsturzversuchs eine Gefahr für die Regierung sein könnte.
1985 wurden Teile der Einheit nach Italien entsandt, um bei der Entführung des Kreuzfahrtschiffes Achille Lauro einzugreifen, was jedoch auf Wunsch der italienischen Regierung nicht geschah. Nachdem den Entführern mit einer ägyptischen Boeing 737 von Port Said aus freies Geleit gewährt worden war und das Flugzeug von US-Luftwaffen-Jets abgefangen und zur Landung auf dem italienischen Luftwaffenstützpunkt Sigonella in Sizilien gezwungen wurde, waren Einsatzkräfte der Einheit vor Ort bereit, die Entführer festzunehmen. Dabei standen sich italienische Polizei und US-amerikanisches Militär nahezu fünf Stunden in einer Pattsituation gegenüber, bis die amerikanische Seite nachgab und die Entführer von Carabinieri in Gewahrsam genommen wurden.
1989 nahm die Delta Force an der Invasion Panamas (Operation Just Cause) teil und inhaftierte den panamaischen Machthaber General Noriega, als dieser freiwillig seinen Zufluchtsort, die Apostolische Nuntiatur, verließ. Während der Kampfhandlungen befreite ein kleines Team den CIA-Mitarbeiter Kurt Muse aus dem Cárcel-Modelo-Gefängnis (Operation Acid Gambit).

### Einsätze seit 1990
Während der Aufmarschphase vor dem Zweiten Golfkrieg (Operation Desert Shield), waren Kräfte der Delta Force 1990 in Saudi-Arabien als Personenschützer für hochrangige US-Offiziere, darunter den Oberkommandierenden der Koalitions-Streitkräfte, General Norman Schwarzkopf, im Einsatz.
Während des Golfkrieges von 1991 (Operation Desert Storm) waren Teams der Delta Force hinter feindlichen Linien im Irak, um R-17-Raketenabschussrampen aufzuklären und mit Laserdesignatoren zu markieren, damit sie anschließend aus der Luft zerstört werden konnten. Im Februar desselben Jahres wurde ein gemeinsamer Einsatz mit der Joint Special Operations Task Force (JSOTF) gegen eine irakische R-17-Raketenstellung nahe Al-Qa'im (Codename „Scud Boulevard“) im Westirak bekannt.
1992 war ein Delta-Team (acht Soldaten) unter Führung von Colonel Boykin (dem späteren Kommandeur der Delta Force) verdeckt in Kolumbien im Einsatz, um im Rahmen einer außenpolitischen Amtshilfe (Kampf gegen Drogen) Pablo Escobar aufzuspüren. Als der Chef des Medellín-Kartells lokalisiert werden konnte, wurde er durch Scharfschützen erschossen. Offiziell wurde diese Operation als Einsatz kolumbianischer Sicherheitskräfte deklariert. Es gibt jedoch Beobachter, die davon ausgehen, dass die Delta Force die gezielte Tötung ausführte und der Einsatz aus politischen Erwägungen kolumbianischen Einsatzkräften zugeschrieben wurde.
Im Jahr 1993 kam es im Inland zu einem Einsatz gegen den Branch Davidians. wobei sie vorgeblich eine beratende Rolle haben sollten.
Am 3. Oktober 1993 war die C-Schwadron als Teil der Task Force Ranger in Somalia im Einsatz, um den Warlord Mohammed Farah Aidid festzunehmen (Operationen Gothic Serpent und Irene). Dabei kamen 18 US-Soldaten ums Leben, und zwei Tage später ein 19. der von einem somalischen Mörser getötet wurde. Deshalb werden häufig 19 gefallene Soldaten der Task Force in dieser Operation gezählt. Unter den Gefallenen sind mehrere Soldaten der Delta Force, wie Master Sergeant Gary Gordon und Sergeant First Class Randall Shughart.
1997 wurde ein Delta-Team in die peruanische Hauptstadt Lima entsandt, um dort gemeinsam mit sechs Soldaten des britischen Special Air Service und peruanischen Einsatzkräften die Befreiung der Geiseln in der von der Movimiento Revolucionario Túpac Amaru besetzten Residenz des japanischen Botschafters durchzuführen.

### Einsätze seit 2000

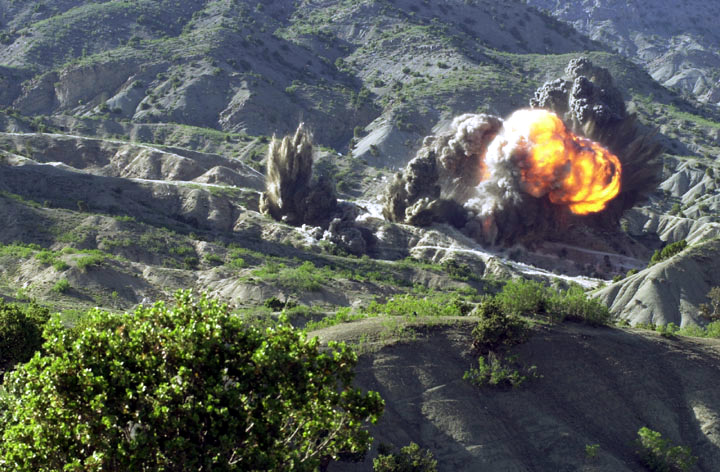
Zerstörung eines Tunnelkomplexes zwischen den afghanischen Provinzen Paktika und Paktia. (Operation Enduring Freedom)

2001 nahmen Delta-Kräfte am Afghanistankrieg (Operation Enduring Freedom) teil und versuchten noch während des Kampfes den Aufenthaltsort von Al-Qaida-Führer Osama bin Laden und weiteren Taliban-Führern aufzuklären.
2002 wurden Teile der Delta Force mit Navy SEALs im Rahmen der Operation Anaconda zur Task Force 11 zusammengefasst, um Osama Bin Laden und versprengte oder untergetauchte Taliban in und um Afghanistan aufzuspüren. Dabei operierten sie auch verdeckt in am Krieg nicht unmittelbar beteiligten Nachbarländern.
Noch vor Beginn des Irakkrieges 2003 (Operation Iraqi Freedom) waren Delta-Kräfte verdeckt im Raum Bagdad im Einsatz mit dem Auftrag, irakische Militärstützpunkte auszuspähen und Kommunikationseinrichtungen zu sabotieren.
Im April 2004 nahmen Delta-Kräfte am Rückeroberungsversuch von Falludscha in der irakischen Provinz Al-Anbar teil (Operation Vigilant Resolve).
In einer Kommandoaktion vom 15. auf den 16. Mai 2015 töteten Soldaten der Delta Force nahe dem Ölfeld al-Omar bei Deir ez-Zor im Osten Syriens einen wichtigen Kommandeur der Terrororganisation Islamischer Staat (IS) mit Kampfnamen Abu Sayyaf Al-Tunisi. Seine Ehefrau wurde gefangen genommen und eine Jesidin befreit. US-Präsident Barack Obama hatte den Militäreinsatz mit Zustimmung der irakischen Regierung angeordnet.
In einer Kommandoaktion am 22. Oktober 2015 von 30 Soldaten der Delta Force unterstützt durch Spezialkräfte der Peschmerga der Autonomen Region Kurdistan, sind im Rahmen der Operation Inherent Resolve aus einem Gefängnis der Terrororganisation Islamischer Staat (IS) in Al-Hawidscha insgesamt 70 Geiseln, darunter 20 Angehörige der irakischen Streitkräfte befreit worden. Der Master Sergeant Joshua L. Wheeler und 20 IS-Kämpfer kamen dabei ums Leben.
Am 26. Oktober 2019 führte die Delta Force die Operation Kayla Mueller gegen Abu Bakr al-Baghdadi, den Anführer des IS, in Syrien durch.

## Rechtliche Problematik
Nach Berichten des amerikanischen Fernsehsenders NBC aus dem Jahr 2004 ermittelte das Pentagon gegen die Delta Force, nachdem es Hinweise über Misshandlungen bei Verhören in einem geheimen Internierungslager nahe dem Flughafen von Bagdad gab.
Verdeckte Operationen vom Militär durchführen zu lassen, ist unter anderem deswegen rechtlich problematisch, weil das Militär anderen Regeln unterworfen ist als der Geheimdienst. So ist die CIA verpflichtet, dem Kongress über ihre verdeckten Aktivitäten Bericht zu erstatten. Eine Verlagerung dieser Aktionen unter das Kommando des National Security Council (NSC) würde eine Stärkung des Präsidenten, dem der NSC unterstellt ist, bewirken und wäre geeignet, dem Parlament die Kontrolle über verdeckte Operationen zu erschweren oder sogar zu nehmen.
Abschließend lässt sich feststellen, dass die Delta Force, ähnlich wie der SAS für Großbritannien, ein Instrument zur Durchsetzung politischer Interessen der US-Regierung ist. Die Gesetzgebung zur Nationalen Sicherheit lässt zahlreiche Ausnahmetatbestände zu, die sonst nach amerikanischem Recht als Unrecht gelten.

## Bekannte Mitglieder der Delta Force
- General Peter J. Schoomaker, 35. Generalstabschef der US Army und Kommandeur der Delta Force von 1989 bis 1992.[16][17][18]
- Lieutenant General William G. Boykin, Kommandeur der Delta Force von 1992 bis 1995; Kommandeur der Delta-Einheit in Mogadischu und 1995 erster Kommandeur der Special Activities Division (CIA); heute stellvertretender Unterstaatssekretär für Nachrichtendienstwesen des US-Verteidigungsministeriums.
- Major General David L. Grange, stellvertretender Kommandeur des 1st SFOD-D unter General Peter Schoomaker während der Invasion auf Grenada.
- Colonel Charles Beckwith, Gründer der Delta Force und im Auftrag von US-Präsident Jimmy Carter verantwortlich für die Aufstellung.[19]
- Major (ret.) Richard J. Meadows (a. D.), höchstdekorierter ehemaliger Angehöriger der Green Berets. Hatte als Zivilberater neben Beckwith eine Schlüsselrolle bei der Aufstellung der Delta Force und bei der verdeckten Aufklärung der besetzten Botschaft 1980 in Teheran.[20]
- Master Sergeant Gary Gordon, KIA (killed in action – „im Einsatz gefallen“) am 3. Oktober 1993 in Mogadischu, Somalia und posthum ausgezeichnet mit der Medal of Honor. Ein US-Kriegsschiff wurde nach ihm benannt.
- Sergeant First Class Randall Shughart, KIA am 3. Oktober 1993 in Mogadischu und ebenfalls posthum mit der Medal of Honor ausgezeichnet. Auch seinen Namen trägt ein US-Kriegsschiff.[21]
- Command Sergeant Major (ret.) Eric Lee Haney (a. D.), Mitgründer der Einheit und Autor eines Buches (siehe Literatur) über die Delta Force.[22]
- Sergeant First Class Paul Curry, maßgeblich beteiligt an der gezielten Tötung von Pablo Escobar.
- Major General Eldon Bargewell, Kommandeur von 1995 bis 1998.
- Major General William F. Garrison, Kommandeur von 1986 bis 1989.
- Major General Gary L. Harrell, Kommandeur von 1998 bis 2000.[23]
- Colonel (ret.) Lee Van Arsdale (a. D.), ehemaliger Angehöriger im Stab der Delta Force, gab technische Unterstützung zum Film Black Hawk Down.
- Larry Vickers, ehemaliger Delta-Force-Soldat, der nach seinem Dienstzeitende zur privaten Waffenindustrie wechselte. Er brachte seine Erfahrungen bei Heckler & Koch in die Waffenentwicklung des Heckler & Koch HK416 ein.[24]

## Mediale Rezeption

### Kinofilme
- Der nach einem Buch entstandene Kinofilm Black Hawk Down beschreibt den Einsatz der Delta Force bei den Kampfhandlungen im Zusammenhang mit der missglückten Ergreifung des Warlords Mohammed Farah Aidid während der Schlacht von Mogadischu in Somalia 1993.
- In The Delta Force, mit Chuck Norris und Lee Marvin, beendet ein Delta-Team eine Flugzeugentführung. Der Film bekam noch die Fortsetzungen Delta Force 2 – The Columbian Connection sowie Delta Force 3 – The Killing Game.
- Operation Delta Force mit Ernie Hudson, der einen Major spielt.
- Im Film Sicario unterstützt eine Einheit der Delta Force die CIA bei Operationen gegen ein Drogenkartell in Mexiko.

### Fernsehserien
- Der Protagonist der US-Fernsehserie 24, Jack Bauer, wird als ehemaliger Captain der Delta Force beschrieben. Ebenso spielt die Einheit in den ersten drei Folgen der Serie eine Rolle.
- Delta Force ist das reale Vorbild der fiktiven Einheit in der CBS-Fernsehserie The Unit, die sich an das Buch Inside Delta Force von Eric Lee Haney anlehnt, dem früheren Sergeant Major der Delta Force und Co-Produzenten der Serie.

### Romane
- Meteor von Dan Brown
- By Order of the President von W.E.B. Griffin
- In den meisten Romanen von Vince Flynn, wird die Delta Force als Kooperationseinheit der CIA beschrieben.
- In dem Roman The Day Before Midnight von Stephen Hunter sind diverse Charaktere Mitglieder der Delta Force. Die Hauptfigur, der Einsatzführer Richard Puller, weist viele Ähnlichkeiten zum Gründer Charles Beckwith auf.
- In Mission Compromised spielt der Protagonist in der Geschichte einen ehemaligen Soldaten der Delta Force. Das von ihm geführte Einsatzteam besteht aus Delta-Force-Veteranen.
- In dem Roman Power Down – Zielscheibe USA von Ben Coes ist einer der Hauptcharaktere, Dewey Andreas, ein ehemaliges Mitglied der Delta Force.
- In dem Roman Command Authority von Tom Clancy, spielt die Delta Force eine tragende Rolle im Kampf gegen russische Truppen und die Mafia.

### Zeichentrick
- In dem Comic G.I. Joe von Larry Hama ist der offizielle Name seines Antiterrorteams Group Delta.

### Computerspiele
- Die Delta-Force-Computerspielserie von NovaLogic basiert auf einer Delta-Force-Einheit.
- Im Spiel Call of Duty: Modern Warfare 3 spielt man in der Kampagne als Teil der Delta Force
- In Medal of Honor (2010) ist einer der spielbaren Charaktere, Deuce, Mitglied einer Gruppe von Delta Force Operators die unter dem Codenamen AFO Wolfpack in Afghanistan operieren.